# Colonia Barranca Perico
Colonia Barranca Perico är en ort i Mexiko.   Den ligger i kommunen Acatepec och delstaten Guerrero, i den sydöstra delen av landet, 240 km söder om huvudstaden Mexico City. Colonia Barranca Perico ligger 1 431 meter över havet och antalet invånare är 149.
Terrängen runt Colonia Barranca Perico är kuperad åt sydost, men åt nordväst är den bergig. Colonia Barranca Perico ligger nere i en dal. Runt Colonia Barranca Perico är det ganska glesbefolkat, med 42 invånare per kvadratkilometer. Närmaste större samhälle är Acatepec, 1,3 km nordost om Colonia Barranca Perico. I omgivningarna runt Colonia Barranca Perico växer huvudsakligen savannskog.